# Druga bitwa pod Nowym Targiem
Druga bitwa pod Nowym Targiem – starcie pomiędzy wojskami polskimi i zbuntowanymi chłopami podhalańskimi, kończące powstanie chłopskie z lat 1669−1670.
Przyczyną bitwy były zajścia z jesieni 1669 roku, gdy chłopi podhalańscy napadli na przypuszczalnie dopuszczających się nadużyć przy zbieraniu podatków przedstawicieli wojska. Chłopi, którzy przyprowadzili do miejsca stacjonowania chorągwi aresztowanych poborców podatkowych, sami zostali uwięzieni. Spowodowało to powstanie kilkuset chłopów, którzy podeszli pod Nowy Targ. Do starcia nie doszło z powodu wycofania się wojska.
Przez okres zimy obie strony przygotowywały się do starcia. Chłopi gromadzili broń i werbowali posiłki, a władze polskie wydzieliły siedem chorągwi do pacyfikacji Podhala. Wysłane przez hetmana Jana Sobieskiego chorągwie weszły do Nowego Targu 23 kwietnia 1670 roku.
Górale przesunęli swoje siły na przedpola miasta, dążąc do ochrony własnych wsi przed wojskiem. Do starcia doszło pomiędzy 1 i 3 maja 1670 roku, ale dokładna data nie jest znana. Miejscem bitwy była równina w okolicach dzisiejszej stacji kolejowej. Siły góralskie były zorganizowane na wzór wojskowy, z wyróżnionymi pododdziałami i zachowaniem szyku. Górale wyposażeni byli nie tylko w rusznice, kosy i siekiery, ale także w wykonane z pni bukowych drewniane armaty, które oddały przynajmniej dwie salwy.
Górale rozlokowali się naprzeciw miasta, mając za sobą las. Po krótkim starciu wojsko koronne rozbiło siły chłopskie, a Górale wycofali się do lasu. Wojsko nie weszło do niego, choć nie zaniechało całkowicie pościgu. Oficerowie obawiali się zasadzki, jaką Górale mogli zorganizować w lesie. Wojsko zdobyło w bitwie dwie drewniane armaty i sześciu jeńców.
Bitwa zakończyła powstanie, choć nie doszło do uspokojenia nastrojów w regionie, a ludność kontynuowała inne formy oporu.

## Źródła
1. ↑  Michał Rauszer, Siła podporządkowanych, Wydawnictwa Uniwersytetu Warszawskiego, 2021, s. 276, ISBN 978-83-235-4783-9 [dostęp 2021-09-12] (pol.).